# Campeonato Paraense 2000
In 2000 werd het 88ste Campeonato Paraense gespeeld voor voetbalclubs uit de Braziliaanse staat Pará. De competitie werd georganiseerd door de Federação Paraense de Futebol en werd gespeeld van 11 maart tot 14 juli. Paysandu werd kampioen.

## Eerste toernooi

### Eerste fase

#### Groep A
| Plaats | Club            | Wed. | W | G | V | Saldo | Ptn. |
| ------ | --------------- | ---- | - | - | - | ----- | ---- |
| 1.     | Tuna Luso       | 5    | 4 | 1 | 0 | 8:2   | 13   |
| 2.     | Águia de Marabá | 5    | 2 | 2 | 1 | 7:5   | 8    |
| 3.     | Sport Belém     | 5    | 1 | 3 | 1 | 8:9   | 6    |
| 4.     | Remo            | 5    | 1 | 3 | 1 | 6:7   | 6    |
| 5.     | Carajás         | 5    | 1 | 3 | 1 | 5:6   | 6    |
| 6.     | Tiradentes      | 5    | 0 | 0 | 5 | 0:5   | 0    |

#### Groep B
| Plaats | Club          | Wed. | W | G | V | Saldo | Ptn. |
| ------ | ------------- | ---- | - | - | - | ----- | ---- |
| 1.     | Paysandu      | 5    | 3 | 2 | 0 | 7:1   | 11   |
| 2.     | Castanhal     | 5    | 2 | 2 | 1 | 8:7   | 8    |
| 3.     | São Raimundo  | 5    | 2 | 1 | 2 | 6:8   | 7    |
| 4.     | São Francisco | 5    | 2 | 0 | 3 | 6:5   | 6    |
| 5.     | Vênus         | 5    | 1 | 2 | 2 | 7:8   | 5    |
| 6.     | Santa Rosa    | 5    | 1 | 1 | 3 | 3:8   | 4    |

### Tweede fase

#### Groep A
| Plaats | Club            | Wed. | W | G | V | Saldo | Ptn. |
| ------ | --------------- | ---- | - | - | - | ----- | ---- |
| 1.     | Tuna Luso       | 5    | 3 | 1 | 1 | 10:6  | 10   |
| 2.     | Carajás         | 5    | 2 | 2 | 1 | 8:6   | 8    |
| 3.     | São Raimundo    | 5    | 1 | 4 | 0 | 8:7   | 7    |
| 4.     | São Francisco   | 5    | 1 | 2 | 2 | 8:9   | 5    |
| 5.     | Águia de Marabá | 5    | 1 | 2 | 2 | 4:7   | 5    |
| 6.     | Santa Rosa      | 5    | 1 | 1 | 3 | 4:7   | 4    |

|  | Geplaatst voor derde fase |

#### Groep B
| Plaats | Club        | Wed. | W | G | V | Saldo | Ptn. |
| ------ | ----------- | ---- | - | - | - | ----- | ---- |
| 1.     | Castanhal   | 5    | 2 | 2 | 1 | 8:7   | 8    |
| 2.     | Vênus       | 5    | 2 | 2 | 1 | 5:5   | 8    |
| 3.     | Paysandu    | 5    | 2 | 1 | 2 | 9:7   | 7    |
| 4.     | Tiradentes  | 5    | 1 | 3 | 1 | 7:7   | 6    |
| 5.     | Remo        | 5    | 1 | 2 | 2 | 6:6   | 5    |
| 6.     | Sport Belém | 5    | 1 | 2 | 2 | 5:8   | 5    |

|  | Geplaatst voor derde fase |

### Derde fase

#### Groep A
| Plaats | Club        | Wed. | W | G | V | Saldo | Ptn. |
| ------ | ----------- | ---- | - | - | - | ----- | ---- |
| 1.     | Tuna Luso   | 3    | 1 | 1 | 1 | 3:2   | 4    |
| 2.     | Sport Belém | 3    | 1 | 1 | 1 | 2:3   | 4    |

|  | Geplaatst voor finalegroep |

#### Groep B
| Plaats | Club     | Wed. | W | G | V | Saldo | Ptn. |
| ------ | -------- | ---- | - | - | - | ----- | ---- |
| 1.     | Paysandu | 3    | 1 | 1 | 1 | 3:3   | 4    |
| 2.     | Remo     | 3    | 1 | 1 | 1 | 3:3   | 4    |

|  | Geplaatst voor finalegroep |

#### Groep C
| Plaats | Club          | Wed. | W | G | V | Saldo | Ptn. |
| ------ | ------------- | ---- | - | - | - | ----- | ---- |
| 1.     | Castanhal     | 3    | 2 | 0 | 1 | 5:5   | 6    |
| 2.     | São Francisco | 3    | 1 | 0 | 2 | 5:5   | 3    |

|  | Geplaatst voor finalegroep |

#### Groep D
| Plaats | Club            | Wed. | W | G | V | Saldo | Ptn. |
| ------ | --------------- | ---- | - | - | - | ----- | ---- |
| 1.     | Águia de Marabá | 3    | 1 | 1 | 1 | 4:3   | 4    |
| 2.     | Carajás         | 3    | 1 | 1 | 1 | 3:4   | 4    |

|  | Geplaatst voor finalegroep |

#### Groep E
| Plaats | Club         | Wed. | W | G | V | Saldo | Ptn. |
| ------ | ------------ | ---- | - | - | - | ----- | ---- |
| 1.     | São Raimundo | 3    | 1 | 2 | 0 | 4:3   | 5    |
| 2.     | Vênus        | 3    | 0 | 2 | 1 | 3:4   | 2    |

|  | Geplaatst voor finalegroep |

## Finalegroep
| Plaats | Club            | Wed. | W | G | V | Saldo | Ptn. |
| ------ | --------------- | ---- | - | - | - | ----- | ---- |
| 1.     | Paysandu        | 4    | 3 | 0 | 1 | 4:3   | 9    |
| 2.     | Castanhal       | 4    | 2 | 2 | 0 | 7:3   | 8    |
| 3.     | São Raimundo    | 4    | 1 | 2 | 1 | 3:3   | 5    |
| 4.     | Águia de Marabá | 4    | 0 | 3 | 1 | 6:7   | 3    |
| 5.     | Tuna Luso       | 4    | 0 | 1 | 3 | 2:6   | 1    |

|  | Finale |

## Finale
In geval van gelijkspel na drie wedstrijden wint het team met de beste prestatie in de competitie. 
|                          |           |       |          |  |
| 16 juli Eerste wedstrijd | Castanhal | 0 – 0 | Paysandu |  |
| 16 juli Eerste wedstrijd |           |       |          |  |

|                          |          |       |           |  |
| 20 juli Tweede wedstrijd | Paysandu | 1 – 0 | Castanhal |  |
| 20 juli Tweede wedstrijd |          |       |           |  |

|                         |          |       |           |  |
| 24 juli Derde wedstrijd | Paysandu | 0 – 1 | Castanhal |  |
| 24 juli Derde wedstrijd |          |       |           |  |

## Kampioen
| Campeonato Paraense de 2000   |
| Pará                          |
| ----------------------------- |
| PAYSANDU Kampioen (38° titel) |